# Xã Washington, Quận Carroll, Illinois
Xã Washington (tiếng Anh: Washington Township) là một xã thuộc quận Carroll, tiểu bang Illinois, Hoa Kỳ. Năm 2010, dân số của xã này là 356 người.